# رولاندو دیاس
رولاندو دیاس (اسپانیایی: Rolando Díaz‎؛ زادهٔ ۱۳ اوت ۱۹۴۷) یک کارگردان فیلم، و فیلم‌نامه‌نویس اهل کوبا است.
بیشتر فیلم‌های او علی‌رغم موفقیت‌های بین‌المللی اجازه پخش در کوبا را نداشته‌است.
وی از سال ۱۹۹۴ در تنریف (جزایر قناری) اسپانیا زندگی می‌کند.